# Bruno Weber
Bruno Nikolaus Maria Weber (21 de mayo de 1915 en Trier - 23 de septiembre de 1956 en Homburg) fue un médico alemán, bacteriólogo y Hauptsturmführer (1944), en Auschwitz , en la rama del Instituto de Higiene de las Waffen SS. Fue jefe del Instituto de Higiene. Organizó experimentos que involucraban la interacción de diferentes tipos de sangre humana en pacientes-prisioneros no voluntarios. También realizó experimentos con barbitúricos y derivados de la morfina con fines de control mental. Fue nombrado Obersturmführer en la reserva el 20 de abril de 1943, SS-Sanitatsamt, y recibió el número SS 420759.
Después de la guerra, fue acusado de asesinar prisioneros. También se sabe que experimentó con el uso de drogas psicotrópicas durante los interrogatorios. En la rampa del campo de Birkenau, participó en la selección de judíos deportados a Auschwitz, la mayoría de los cuales fueron asesinados por los nazis en las cámaras de gas inmediatamente después de su llegada. 